# Владимир Мишовић
Владимир Мишовић (Панчево, 15. септембар 2001) српски је ватерполиста. 

## Каријера
Игра на позицији голмана. Уврштен је у састав репрезентације Србије за Олимпијске игре 2024. године у Паризу.
Освојио је на Олимпијским играма у Паризу 2024. године златну медаљу са репрезентацијом Србије, која је у финалу победила Хрватску са 13:11.